# Sarah D'Alelio
Sarah D'Alelio (Belfast, Maine; 13 de diciembre de 1980) es una artista marcial mixta estadounidense que compite en la división de peso gallo de la Ultimate Fighting Championship.

## Carrera de artes marciales mixtas
D'Alelio tenía previsto enfrentarse a Julie Kedzie en el Jackson's MMA Series 2 el 4 de septiembre de 2010, pero la pelea se canceló después de que Kedzie firmara para participar en el rodaje del reality show Ultimate Women Challenge. El combate de D'Alelio con Kedzie se volvió a programar para el Jackson's MMA Series 3 el 18 de diciembre de 2010, en Albuquerque (Nuevo México). Perdió ante Kedzie por decisión unánime.

### Strikeforce
Strikeforce anunció en su evento del 9 de abril de 2011 en San Diego que Gina Carano haría su regreso el 18 de junio en el American Airlines Center de Dallas (Texas), durante el evento de Strikeforce Overeem vs. Werdum contra D'Alelio. En un principio, Strikeforce anunció que Carano no había superado el examen médico previo al combate debido a un problema desconocido y que la pelea se había retirado de la cartelera. A medida que se desarrollaba la historia, se hizo público que Carano había recibido el visto bueno de la Comisión Atlética, pero que había sido retirada de la cartelera por razones desconocidas.
D'Alelio estaba entonces programada para hacer su debut en Strikeforce contra Ronda Rousey el 30 de julio de 2011, en Strikeforce: Fedor vs. Henderson en Hoffman Estates (Illinois). El combate se retrasó y finalmente tuvo lugar en el cartel principal de Strikeforce Challengers 18 el 12 de agosto de 2011, en Las Vegas (Nevada). Rousey derrotó a D'Alelio por sumisión técnica debido a un armbar al principio del primer asalto. D'Alelio sostuvo que no se rindió verbalmente y que la pelea fue detenida prematuramente por el árbitro.

### Invicta Fighting Championships
D'Alelio debutó en Invicta Fighting Championships en Invicta FC 1: Coenen vs. Ruyssen contra Vanessa Mariscal, ganando por sumisión (golpes) en el segundo asalto.
Luego luchó y derrotó a Vanessa Porto por sumisión (armadura de triángulo invertido) en el primer asalto en Invicta FC 2: Baszler vs. McMann el 28 de julio de 2012. D'Alelio se enfrentó a Shayna Baszler en Invicta FC 3: Penne vs. Sugiyama el 6 de octubre de 2012. Perdió la pelea por sumisión debido a un estrangulamiento por detrás al principio del segundo asalto.
El 5 de enero de 2013, D'Alelio se enfrentó a Amanda Nunes en Invicta FC 4: Esparza vs. Hyatt. D'Alelio ganó la pelea por decisión unánime. En Invicta FC 6: Coenen vs. Cyborg se enfrentó a Lauren Murphy, el 13 de julio de 2013. D'Alelio perdió la reñida pelea por decisión unánime.
En Invicta FC 7, D'Alelio reemplazó a Kelly Kobold en una pelea contra Tonya Evinger. D'Alelio perdió la pelea por decisión unánime. Más adelante se enfrentó a la japonesa Rin Nakai en Pancrase: 258 el 11 de mayo de 2014. Perdió la pelea por decisión unánime.

### Bellator MMA
Hizo su debut en Bellator MMA en Bellator 165 el 19 de noviembre de 2016. Se enfrentó a Jamielene Nievera y ganó la pelea por sumisión en el segundo asalto. En Invicta FC 23: Porto vs. Niedźwiedź, el 20 de mayo de 2017, combatió contra Roxanne Modafferi, perdiendo por nocaut técnico en el tercer asalto.

## Récord en artes marciales mixtas
| Resultado | Récord | Oponente          | Método                             | Evento                                     | Fecha                    | Ronda | Tiempo | Localización |
| --------- | ------ | ----------------- | ---------------------------------- | ------------------------------------------ | ------------------------ | ----- | ------ | ------------ |
| Derrota   | 11–7   | Roxanne Modafferi | TKO (codazos)                      | Invicta FC 23: Porto vs. Niedźwiedź        | 20 de mayo de 2017       | 3     | 1:37   | Kansas City  |
| Victoria  | 11–6   | Jamielene Nievera | Sumisión (armbar)                  | Bellator 165                               | 19 de noviembre de 2016  | 2     | 4:46   | San José     |
| Victoria  | 10–6   | Jenny Liou        | Decisión (unánime)                 | Super Fight League 50                      | 23 de julio de 2016      | 3     | 5:00   | Tacoma       |
| Victoria  | 9–6    | Andrea Lee        | Sumisión (rear-naked choke)        | Invicta FC 16: Hamasaki vs. Brown          | 11 de marzo de 2016      | 3     | 4:21   | Las Vegas    |
| Victoria  | 8–6    | Christina Marks   | Sumisión (rear-naked choke)        | BAMMA USA: Badbeat 14                      | 9 de enero de 2015       | 1     | 4:38   | Commerce     |
| Derrota   | 7–6    | Rin Nakai         | Decisión (unánime)                 | Pancrase: 258                              | 11 de mayo de 2014       | 3     | 5:00   | Tokio        |
| Derrota   | 7–5    | Tonya Evinger     | Decisión (unánime)                 | Invicta FC 7: Honchak vs. Smith            | 7 de diciembre de 2013   | 3     | 5:00   | Kansas City  |
| Derrota   | 7–4    | Lauren Murphy     | Decisión (unánime)                 | Invicta FC 6: Coenen vs. Cyborg            | 13 de julio de 2013      | 3     | 5:00   | Kansas City  |
| Victoria  | 7–3    | Amanda Nunes      | Decisión (unánime)                 | Invicta FC 4: Esparza vs. Hyatt            | 5 de enero de 2013       | 3     | 5:00   | Kansas City  |
| Derrota   | 6–3    | Shayna Baszler    | Sumisión (rear-naked choke)        | Invicta FC 3: Penne vs. Sugiyama           | 6 de octubre de 2012     | 2     | 0:37   | Kansas City  |
| Victoria  | 6–2    | Vanessa Porto     | Sumisión (reverse triangle armbar) | Invicta FC 2: Baszler vs. McMann           | 28 de julio de 2012      | 1     | 3:16   | Kansas City  |
| Victoria  | 5–2    | Vanessa Mariscal  | Sumisión (golpes)                  | Invicta FC 1: Coenen vs. Ruyssen           | 28 de abril de 2012      | 2     | 3:19   | Kansas City  |
| Derrota   | 4–2    | Ronda Rousey      | Sumisión (armbar)                  | Strikeforce Challengers: Gurgel vs. Duarte | 12 de agosto de 2011     | 1     | 0:25   | Las Vegas    |
| Derrota   | 4–1    | Julie Kedzie      | Decisión (unánime)                 | Jackson's MMA Series 3                     | 18 de diciembre de 2010  | 3     | 5:00   | Albuquerque  |
| Victoria  | 4–0    | Raquel Pa'aluhi   | Sumisión (armbar)                  | X-1: Heroes                                | 11 de septiembre de 2010 | 1     | 2:13   | Honolulu     |
| Victoria  | 3–0    | Melissa Steele    | TKO (golpes)                       | CageSport 11                               | 24 de julio de 2010      | 1     | 1:25   | Tacoma       |
| Victoria  | 2–0    | Colleen Schneider | Sumisión (rear-naked choke)        | FE: Arctic Combat 2                        | 19 de marzo de 2010      | 2     | NA     | Fairbanks    |
| Victoria  | 1–0    | Sarah Oriza       | Sumisión (guillotine choke)        | CageSport 9                                | 20 de febrero de 2010    | 1     | 0:29   | Tacoma       |

## Enlaces personales
- Sarah D'Alelio en Instagram
- Esta obra contiene una traducción  derivada de «Sarah D'Alelio» de Wikipedia en inglés, publicada por sus editores bajo la Licencia de documentación libre de GNU y la Licencia Creative Commons Atribución-CompartirIgual 4.0 Internacional.

- Datos: Q15987690